# Chenereilles, Haute-Loire
Chenereilles är en kommun i departementet Haute-Loire i regionen Auvergne-Rhône-Alpes i centrala Frankrike. Kommunen ligger i kantonen Tence som tillhör arrondissementet Yssingeaux. År 2022 hade Chenereilles 291 invånare.

## Befolkningsutveckling
Antalet invånare i kommunen Chenereilles
| Referens: INSEE |